# 張美
張美（918年—985年），字玄圭，貝州武城縣人，後周和北宋初年的官員。
初為左藏小吏。周世宗即位後，歷樞密承旨、右領軍衛大將軍，權判三司。周世宗征淮南，留張美為大內部署、授三司使。顯德四年（957年），周世宗再幸淮上，皆為大內都點檢。北征，又為大內都部署。後為左監門衛上將軍，充宣徽北院使，判三司。周恭帝嗣位，加檢校太傅。宋初，加檢校太尉。拜定國軍節度使。乾德五年（967年），移鎮滄州。太平興國初來朝，改左驍衛上將軍。太平興國八年（983年），請老，以本官致仕。雍熙二年（985年），張美逝世，年六十八。淳化初，諡恭惠。

## 家庭
子張守瑛，至供備庫使，因其名義上的女兒張美人追冊為皇后之故，張守瑛追贈鄧州觀察使。孫張士宗，至內殿承制。張士㝢為崇班，張士安至閤門祗候，張士宣為禮賓副使。

## 延伸阅读
[在维基数据编辑]
 《宋史·卷259》，出自脱脱《宋史》